# Société des antiquaires de Picardie
La Société des antiquaires de Picardie est une société savante dont le siège est au Musée de Picardie, rue de la République à Amiens.

## Histoire
Fondée en 1836 sous le nom de société des Antiquaires de la Somme qui devint en 1839, la Société des antiquaires de Picardie,  son but était « la recherche, l'étude, la conservation des monuments d'art et documents historiques antérieurs à 1789 ».
Ses statuts prévoyaient la création d'un musée à Amiens. Ce fut sous l'impulsion du comte Félix de Beaumont, député bonapartiste de la Somme et de Charles Dufour, fidèle de Beaumont, que le projet devint réalité. Trois loteries furent organisées avec la bienveillance de Napoléon III pour en financer la construction. 
En 1869, la Société des antiquaires de Picardie fit don à la ville d'Amiens, du musée qui prit le nom de musée Napoléon, puis de musée de Picardie. 
Depuis lors, la Société des antiquaires de Picardie garde l'usufruit de deux salles au rez-de-chaussée du musée, dont l'une est la bibliothèque qui renferme un très riche fonds documentaire, en manuscrits et imprimés, sur la Picardie et d'autres régions.
En outre, la Société des antiquaires de Picardie a fédéré la collecte et la conservation de nombreux vestiges archéologiques, dont la plupart ont été donnés par elle au musée de Picardie.

## Objectifs et organisation
La Société des antiquaires de Picardie œuvre également, depuis sa fondation, à la sauvegarde du patrimoine picard. Elle était propriétaire des ruines du château de Picquigny, vendues en 2013, et du château de Lucheux, vendu en 2018.
Depuis sa fondation la Société des Antiquaires de Picardie publie un bulletin trimestriel et des mémoires sur des sujets d'étude particuliers ; elle entretient, par voie d'échanges, une correspondance suivie avec de très nombreuses sociétés savantes françaises et étrangères.
Elle est composée de membres résidents, de membres correspondants et de membres non-résidents.

## Ouvrages publiés et / ou en ligne
- Depuis 1838, 54 tomes de Mémoires in 8° ; les tomes parus jusqu'en 1942 sont consultables en ligne[1] ;
- Depuis 1840, 27 tomes de Mémoires in 4°, de documents inédits ;
- Depuis 1841, 70 tomes de Bulletin trimestriel ; les bulletins parus jusqu'en 1941 sont consultables en ligne[2]

La Société des antiquaires de Picardie a réalisé de nombreuses publications illustrées de photographies, dont certaines sont mises en ligne par les archives départementales de la Somme :
- La Picardie Historique et Monumentale [3], ouvrage collectif en six tomes in folio, complétés par deux volumes in quarto, par Roger Rodière, sur Le Pays de Montreuil [4] et Le Pays du Vimeu  ;
- Georges Durand, Monographie de la Cathédrale d'Amiens, deux tomes in folio  [5],[6] ;
- Douze fonds photographiques, seules traces du patrimoine local détruit pendant les deux guerres mondiales.

## Quelques érudits membres de la Société des antiquaires de Picardie
- Marcel Jérôme Rigollot (1786-1854) ;
- Gédéon de Forceville (1799-1886)
- Abbé Paul de Cagny (1804-1893) ;
- Charles Joseph Pinsard (1819-1911) ;
- Philippe Van der Haeghen (1825-1886) ;
- Adolphe Dutilleux (1829-1916) ;
- Abbé Edouard Jumel (1832-1915) ;
- Gaston du Fresne de Beaucourt (1833-1902) ;
- Edmond Soyez (1839-1917)
- Albéric de Calonne (1843-1915) ;
- Jean de Francqueville (1860-1939) ;
- Camille Enlart (1862-1927) ;
- Roger Rodière (1870-1944) ;
- Pierre Ansart (1873-1941) ;
- Georges Durand (1884-1942) ;
- Fernand Beaucour (1921-2005) ;
- Roger Agache (1926-2011).
- André Crépin (1928-2013)